# Federico Arredondo y Ramírez de Arellano
Federico Arredondo y Ramírez de Arellano fou un polític espanyol, diputat a les Corts Espanyoles durant la restauració borbònica
Era originari de Vélez-Rubio i germà de Teresa Arredondo y Ramírez de Arellano, duquessa de San Ricardo, casada en segones noces amb Francesc de Paula de Borbó, primer duc de Cadis. Milità al Partit Liberal i a les eleccions generals espanyoles de 1886 fou elegit diputat pel districte de la Vila Joiosa, vencent al candidat conservador Antonio Torres Orduña per menys de 20 vots, cosa que va provocar les seves protestes.
Posteriorment fou elegit diputat pel districte de Villena a les eleccions generals espanyoles de 1893, 1898 i 1901.